# Абдрахманов, Асаф Кутдусович

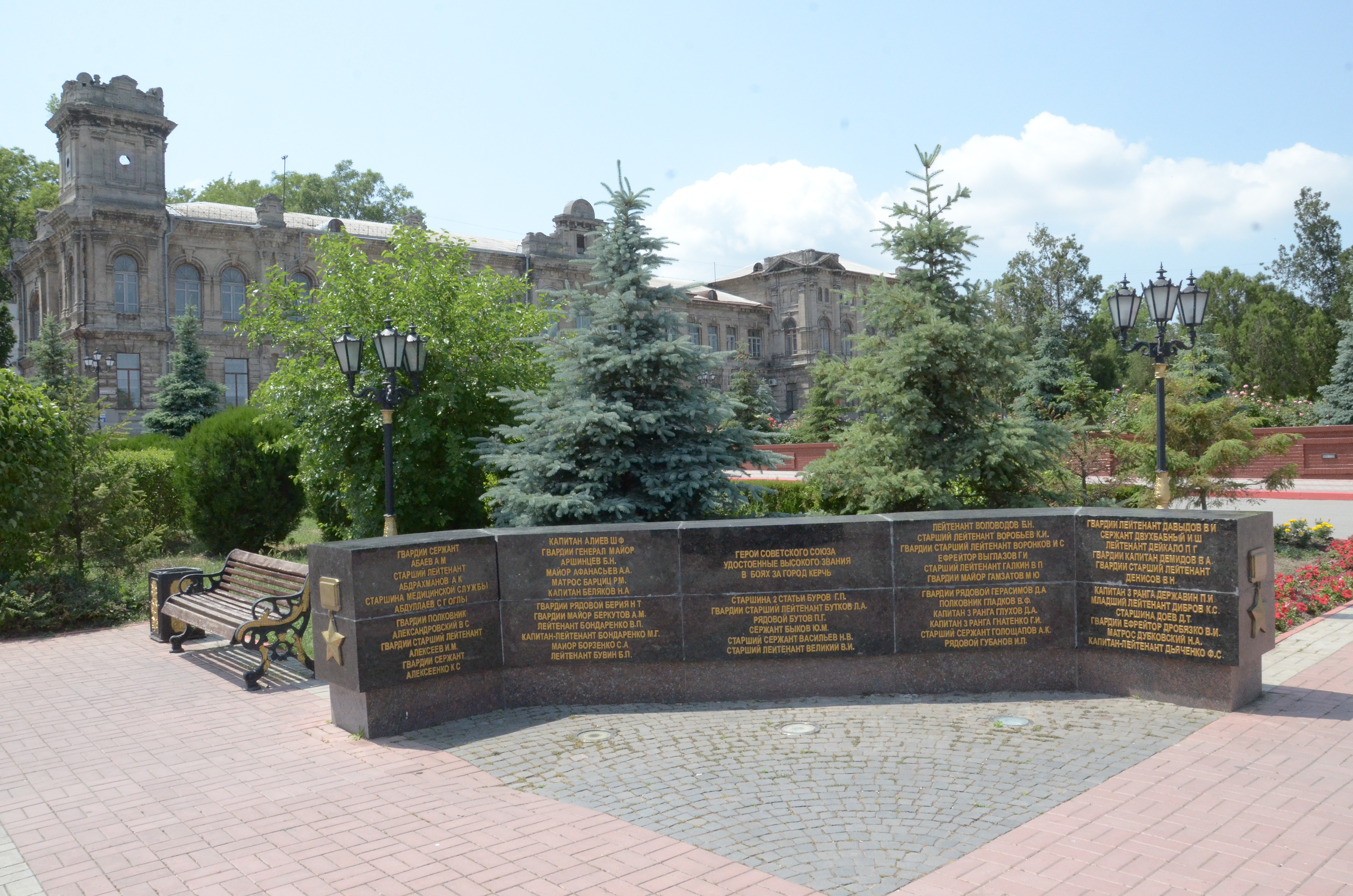

Аса́ф Кутду́сович Абдрахма́нов (тат. Асаф Котдус улы Габдерахманов; 20 декабря 1918 — 3 сентября 2000) — Герой Советского Союза, участник Великой Отечественной войны.

## Биография
Родился 20 декабря 1918 года в городе Агрыз (ныне Татарстан). В детстве проживал в селе Иж-Бобья (Агрызский район, Татарстан), там окончил неполную среднюю школу. Окончив авиационный техникум в Казани, Асаф Абдрахманов работал техником-монтажником на авиационном заводе.
С 1939 года служил на Военно-Морском Флоте. В 1942 году окончил Высшее военно-морское училище.
Окончив обучение, получил звание лейтенанта и был направлен на службу в Азовской военной флотилии. Служил командиром бронекатера. Экипаж бронекатера под его командованием выполнял дозорную службу на морских коммуникациях. Однажды бронекатер Асафа Абдрахманова в составе отряда из трёх бронекатеров принимал участие в ночном налёте на Мариуполь.
В ноябре 1943 года при форсировании Керченского пролива бронекатер старшего лейтенанта Асафа Абдрахманова высадил первые штурмовые отряды и многократно доставлял боеприпасы и войска.
Указом Президиума Верховного Совета СССР «О присвоении звания Героя Советского Союза офицерскому, старшинскому и рядовому составу Военно-Морского флота» от 22 января 1944 года за «форсирование Керченского пролива, высадку десантных войск и переброску техники на Керченский полуостров и проявленные при этом отвагу и геройство» удостоен звания Героя Советского Союза с вручением ордена Ленина и медали «Золотая Звезда».
В 1944 году вступил в ВКП(б).
В начале 1960-х годов был старшим помощником, командиром опытового корабля ОС-24 (бывший крейсер «Ворошилов») Черноморского флота.
С 1963 по 1968 годы был командиром корабля измерительного комплекса «Сучан/Спасск».
В 1973 году вышел в отставку в звании капитана 1-го ранга.
Проживал в Севастополе, где и умер 3 сентября 2000 года.

## Награды
- Медаль «Золотая Звезда» Героя Советского Союза № 2904
- Орден Богдана Хмельницкого III степени (1999)[4]
- Орден Ленина
- 2 Ордена Красного Знамени
- Орден Отечественной войны I степени

Могила А. К. Абдрахманова на кладбище «Кальфа» в Севастополе.

- Орден Отечественной войны II степени
- 3 Ордена Красной Звезды
- медали

## Память
- Его именем была названа пионерская дружина Агрызской средней школы (Татарстан);
- В Севастополе на доме, в котором жил Герой, установлена мемориальная доска.